# ساگارجو
ساگارجو (به گرجی: საგარეჯო) شهری در استان کاختی گرجستان است. جمعیت این شهر طبق سرشماری سال ۲۰۰۹ میلادی ۱۱٬۵۰۰ نفر بوده‌است.